# Брикун, Игорь Сергеевич
И́горь Серге́евич Брику́н (6 сентября 1986, Новополоцк, Белорусская ССР, СССР) — белорусский хоккеист, вратарь клуба  «Юность-Минск» и сборной Белоруссии. Старший брат Кирилла Брикуна.

## Карьера

### Клубная
Выступал в клубах «Юниор-Минск», «Гомель», «Неман» и «Сарыарка». Чемпион Беларуси сезонов 2013,2014,2019,2020. Серебряный призёр чемпионата Беларуси сезона 2009,2011,2012,2018. Бронзовый призёр чемпионата Беларуси 2010, 2015,2016,2017 годов.

### В сборной
В составе сборной Беларуси выступал на чемпионатах мира 2009 и 2015 годов. На ЧМ-2015 провел один матч, заменив по ходу встречи против сборной России Кевина Лаланда.